# Chiesa di San Gottardo (Lugano)
La chiesa di San Gottardo è un edificio religioso che si trova a Cureggia, quartiere di Lugano, in Canton Ticino.

## Storia
Storicamente si ha notizia dell'edificio per la prima volta in documenti del 1565; nel 1591 venne ricostruito con l'asse di simmetria ruotato di 90 gradi verso est rispetto alla costruzione originale. Nel 1934 un ulteriore rimaneggiamento ne ha ampliato le dimensioni verso sud, su progetto dell'architetto Giacomo Alberti.

## Descrizione
La pianta della chiesa si presenta a navata unica, con un coro semicircolare ed una copertura a capriate. La decorazione interna è costituita di dipinti su tela e di numerosi affreschi, realizzati nel corso dei secoli dal XVI al XX secolo.